# Fehérmellű négerpinty
A fehérmellű négerpinty (Nigrita fusconotus) a madarak osztályának a verébalakúak (Passeriformes) rendjébe, ezen belül a díszpintyfélék (Estrildidae) családjába tartozó faj.

## Rendszerezése
A fajt Louis Fraser brit ornitológus írta le 1843-ban.

## Alfajai
- Nigrita fusconotus fusconota (Fraser, 1843)
- Nigrita fusconotus uropygialis (Sharpe, 1869)

## Előfordulása
Angola, Benin, Kamerun, a Kongói Demokratikus Köztársaság, a Kongói Köztársaság, a Közép-afrikai Köztársaság,  Elefántcsontpart, Egyenlítői-Guinea, Gabon, Ghána, Guinea, Kenya, Libéria, Mali, Nigéria, Ruanda, Sierra Leone, Tanzánia és Uganda területén honos. A természetes élőhelye szubtrópusi vagy trópusi síkvidéki esőerdők. Állandó, nem vonuló faj.

## Megjelenése
Testhossza 10–11,5 centiméter, testtömege pedig 7–11 gramm. A fejtető, a homlok, a kantár fénylő kékesfekete, a nyak hátsó része és a szárnyfedők feketék. A hát, a szárnyak és a farkcsík barna vagy sárgásbarna, a felső farokfedő tollak kékesfeketék. Alul szürkésfehér színű. A szem sötétbarna, a csőr és a farktollak feketék. A láb világosszürke.

## Életmódja
Főleg rovarokkal és gyümölcsökkel táplálkozik.

## Szaporodása
Fészekalja 3-6 tojásból áll.

## Természetvédelmi helyzete
Az elterjedési területe rendkívül nagy, egyedszáma pedig stabil. A Természetvédelmi Világszövetség Vörös listáján nem fenyegetett fajként szerepel.